# Ozopactus ernsti
Ozopactus ernsti é uma espécie de aranha pertencente à família Theraphosidae (tarântulas).